# Ivana (Batanes)
Pour les articles homonymes, voir Ivana.
Ivana est une municipalité de la province de Batanes, aux Philippines.
Elle est située dans l'île de Batan. Sa population est de 1 249 habitants (2010). Elle est subdivisée en 4 barangays.